# Colcabamba (distrito)
Colcabamba é um distrito peruano localizado na Província de Huaraz, departamento Ancash. Sua capital é a cidade de Colcabamba.

## Transporte
O distrito de Colcabamba é servido pela seguinte rodovia:
- PE-14, que liga o distrito de Huaraz à cidade de Casma [2][3][4]